# Elecciones municipales de 2015 en la provincia de Badajoz
Las Elecciones Municipales de 2015 en la provincia de Badajoz se celebraron el 24 de mayo de 2015, junto con las elecciones a la Asamblea de Extremadura de 2015.

## Resultados electorales

### Resultados globales
| ← Elecciones municipales de 2015 en la provincia de Badajoz → |         |           |            |            |
| Partido                                                       | Votos   | Variación | Porcentaje | Concejales |
| Participación                                                 | 399 533 | 15 158    | 72,52 %    | -          |
| Votos nulos                                                   | 9 352   | 2945      | 1,74 %     | -          |
| Voto en blanco                                                | 6773    | 236       | 1,74 %     | -          |
| PSOE                                                          | 171 470 | 200       | 43,95 %    | 824        |
| PP                                                            | 138 142 | 37 063    | 35,40 %    | 573        |
| Ganemos-IU                                                    | 22 372  | 5887      | 5,73 %     | 77         |
| C’s                                                           | 10 001  | 10 001    | 2,56 %     | 7          |
| Extremeños                                                    | 5357    | 399       | 1,37 %     | 26         |
| ORPO                                                          | 2280    | 2280      | 0,58 %     | 9          |

### Resultados en los principales municipios
En la siguiente tabla se muestran los resultados electorales en los 20 municipios más habitados de la provincia de Badajoz.
| Municipio                                                       | Municipio                               | Alcalde y gobierno saliente                                               | Partido | Votos  | %     | Concejales | +/- | Alcalde y gobierno electo                                            |
| --------------------------------------------------------------- | --------------------------------------- | ------------------------------------------------------------------------- | ------- | ------ | ----- | ---------- | --- | -------------------------------------------------------------------- |
|                                                                 | Badajoz 27 concejales                   | - Alcalde: Francisco Javier Fragoso (PP) - Gobierno municipal: PP         | PP      | 27 953 | 39,55 | 13         | 4   | - Alcalde: Francisco Javier Fragoso (PP) - Gobierno municipal: PP    |
| PSOE                                                            | Badajoz 27 concejales                   | - Alcalde: Francisco Javier Fragoso (PP) - Gobierno municipal: PP         | 21 399  | 30,27  | 9     | 1          |     | - Alcalde: Francisco Javier Fragoso (PP) - Gobierno municipal: PP    |
| Recuperar Badajoz                                               | Badajoz 27 concejales                   | - Alcalde: Francisco Javier Fragoso (PP) - Gobierno municipal: PP         | 7360    | 10,41  | 3     | 3          |     | - Alcalde: Francisco Javier Fragoso (PP) - Gobierno municipal: PP    |
| C’s                                                             | Badajoz 27 concejales                   | - Alcalde: Francisco Javier Fragoso (PP) - Gobierno municipal: PP         | 4994    | 7,07   | 2     | 2          |     | - Alcalde: Francisco Javier Fragoso (PP) - Gobierno municipal: PP    |
|                                                                 | Mérida 25 concejales                    | - Alcalde: Pedro Acedo (PP) - Gobierno municipal: PP                      | PSOE    | 12 001 | 42,51 | 12         | 2   | - Alcalde: Antonio Rodríguez Osuna (PSOE) - Gobierno municipal: PSOE |
| PP                                                              | Mérida 25 concejales                    | - Alcalde: Pedro Acedo (PP) - Gobierno municipal: PP                      | 7 938   | 28,09  | 8     | 5          |     | - Alcalde: Antonio Rodríguez Osuna (PSOE) - Gobierno municipal: PSOE |
| C’s                                                             | Mérida 25 concejales                    | - Alcalde: Pedro Acedo (PP) - Gobierno municipal: PP                      | 2149    | 7,61   | 2     | 2          |     | - Alcalde: Antonio Rodríguez Osuna (PSOE) - Gobierno municipal: PSOE |
| Participa Mérida                                                | Mérida 25 concejales                    | - Alcalde: Pedro Acedo (PP) - Gobierno municipal: PP                      | 2066    | 7,31   | 2     | 2          |     | - Alcalde: Antonio Rodríguez Osuna (PSOE) - Gobierno municipal: PSOE |
| Ganemos Mérida                                                  | Mérida 25 concejales                    | - Alcalde: Pedro Acedo (PP) - Gobierno municipal: PP                      | 1973    | 6,98   | 1     | 0          |     | - Alcalde: Antonio Rodríguez Osuna (PSOE) - Gobierno municipal: PSOE |
|                                                                 | Don Benito 21 concejales                | - Alcalde: Mariano Gallego (PP) - Gobierno municipal: PP                  | PSOE    | 9698   | 49,74 | 13         | 3   | - Alcalde: José Luis Quintana (PSOE) - Gobierno municipal: PSOE      |
| PP                                                              | Don Benito 21 concejales                | - Alcalde: Mariano Gallego (PP) - Gobierno municipal: PP                  | 6583    | 33,76  | 8     | 3          |     | - Alcalde: José Luis Quintana (PSOE) - Gobierno municipal: PSOE      |
|                                                                 | Almendralejo 21 concejales              | - Alcalde: José García Lobato (PP) - Gobierno municipal: PP               | PP      | 8116   | 49,80 | 13         | 1   | - Alcalde: José García Lobato (PP) - Gobierno municipal: PP          |
| PSOE                                                            | Almendralejo 21 concejales              | - Alcalde: José García Lobato (PP) - Gobierno municipal: PP               | 4902    | 30,08  | 8     | 0          |     | - Alcalde: José García Lobato (PP) - Gobierno municipal: PP          |
|                                                                 | Villanueva de la Serena 21 concejales   | - Alcalde: Miguel Ángel Gallardo (PSOE) - Gobierno municipal: PSOE        | PSOE    | 9011   | 62,20 | 15         | 2   | - Alcalde: Miguel Ángel Gallardo (PSOE) - Gobierno municipal: PSOE   |
| PP                                                              | Villanueva de la Serena 21 concejales   | - Alcalde: Miguel Ángel Gallardo (PSOE) - Gobierno municipal: PSOE        | 3432    | 23,69  | 5     | 2          |     | - Alcalde: Miguel Ángel Gallardo (PSOE) - Gobierno municipal: PSOE   |
| Ganemos Villanueva                                              | Villanueva de la Serena 21 concejales   | - Alcalde: Miguel Ángel Gallardo (PSOE) - Gobierno municipal: PSOE        | 1040    | 7,18   | 1     | 0          |     | - Alcalde: Miguel Ángel Gallardo (PSOE) - Gobierno municipal: PSOE   |
|                                                                 | Zafra 17 concejales                     | - Alcalde: Gloria Pons (PP) - Gobierno municipal: PP                      | PSOE    | 4461   | 49,26 | 9          | 3   | - Alcalde: José Carlos Contreras (PSOE) - Gobierno municipal: PSOE   |
| PP                                                              | Zafra 17 concejales                     | - Alcalde: Gloria Pons (PP) - Gobierno municipal: PP                      | 3148    | 34,76  | 6     | 4          |     | - Alcalde: José Carlos Contreras (PSOE) - Gobierno municipal: PSOE   |
| IU                                                              | Zafra 17 concejales                     | - Alcalde: Gloria Pons (PP) - Gobierno municipal: PP                      | 1204    | 13,30  | 2     | 2          |     | - Alcalde: José Carlos Contreras (PSOE) - Gobierno municipal: PSOE   |
|                                                                 | Montijo 17 concejales                   | - Alcalde: Alfonso Pantoja (PP) - Gobierno municipal: PP                  | PSOE    | 5018   | 57,08 | 11         | 4   | - Alcalde: Manuel Gómez Rodríguez (PSOE) - Gobierno municipal: PSOE  |
| PP                                                              | Montijo 17 concejales                   | - Alcalde: Alfonso Pantoja (PP) - Gobierno municipal: PP                  | 2261    | 25,72  | 4     | 5          |     | - Alcalde: Manuel Gómez Rodríguez (PSOE) - Gobierno municipal: PSOE  |
| Ganemos Montijo                                                 | Montijo 17 concejales                   | - Alcalde: Alfonso Pantoja (PP) - Gobierno municipal: PP                  | 1309    | 14,89  | 2     | 1          |     | - Alcalde: Manuel Gómez Rodríguez (PSOE) - Gobierno municipal: PSOE  |
|                                                                 | Villafranca de los Barros 17 concejales | - Alcalde: Ramón Ropero (PSOE) - Gobierno municipal: PSOE                 | PSOE    | 3457   | 45,24 | 9          | 0   | - Alcalde: Ramón Ropero (PSOE) - Gobierno municipal: PSOE            |
| PP                                                              | Villafranca de los Barros 17 concejales | - Alcalde: Ramón Ropero (PSOE) - Gobierno municipal: PSOE                 | 2359    | 30,87  | 6     | 2          |     | - Alcalde: Ramón Ropero (PSOE) - Gobierno municipal: PSOE            |
| Villafranca avanza                                              | Villafranca de los Barros 17 concejales | - Alcalde: Ramón Ropero (PSOE) - Gobierno municipal: PSOE                 | 679     | 8,89   | 1     | 1          |     | - Alcalde: Ramón Ropero (PSOE) - Gobierno municipal: PSOE            |
| Organización Política para la Promoción y Defensa de lo Público | Villafranca de los Barros 17 concejales | - Alcalde: Ramón Ropero (PSOE) - Gobierno municipal: PSOE                 | 431     | 5,64   | 1     | 1          |     | - Alcalde: Ramón Ropero (PSOE) - Gobierno municipal: PSOE            |
|                                                                 | Olivenza 17 concejales                  | - Alcalde: Bernardino Píriz (PP) - Gobierno municipal: PP                 | PSOE    | 3457   | 46,94 | 8          | 1   | - Alcalde: Manuel González Andrade (PSOE) - Gobierno municipal: PSOE |
| PP                                                              | Olivenza 17 concejales                  | - Alcalde: Bernardino Píriz (PP) - Gobierno municipal: PP                 | 2373    | 32,22  | 6     | 1          |     | - Alcalde: Manuel González Andrade (PSOE) - Gobierno municipal: PSOE |
| Ganemos Olivenza                                                | Olivenza 17 concejales                  | - Alcalde: Bernardino Píriz (PP) - Gobierno municipal: PP                 | 1335    | 17,99  | 3     | 0          |     | - Alcalde: Manuel González Andrade (PSOE) - Gobierno municipal: PSOE |
|                                                                 | Jerez de los Caballeros 13 concejales   | - Alcalde: Virginia Borrallo (PSOE) - Gobierno municipal: PSOE            | PSOE    | 2412   | 44,87 | 6          | 0   | - Alcalde: Virginia Borrallo (PSOE) - Gobierno municipal: PSOE       |
| PP                                                              | Jerez de los Caballeros 13 concejales   | - Alcalde: Virginia Borrallo (PSOE) - Gobierno municipal: PSOE            | 1877    | 34,91  | 5     | 1          |     | - Alcalde: Virginia Borrallo (PSOE) - Gobierno municipal: PSOE       |
| Jerez puede                                                     | Jerez de los Caballeros 13 concejales   | - Alcalde: Virginia Borrallo (PSOE) - Gobierno municipal: PSOE            | 597     | 11,10  | 1     | 1          |     | - Alcalde: Virginia Borrallo (PSOE) - Gobierno municipal: PSOE       |
| C's                                                             | Jerez de los Caballeros 13 concejales   | - Alcalde: Virginia Borrallo (PSOE) - Gobierno municipal: PSOE            | 393     | 7,31   | 1     | 1          |     | - Alcalde: Virginia Borrallo (PSOE) - Gobierno municipal: PSOE       |
|                                                                 | Los Santos de Maimona 13 concejales     | - Alcalde: Manuel Lavado (PP) - Gobierno municipal: PP                    | PP      | 2680   | 60,84 | 8          | 3   | - Alcalde: Manuel Lavado (PP) - Gobierno municipal: PP               |
| PSOE                                                            | Los Santos de Maimona 13 concejales     | - Alcalde: Manuel Lavado (PP) - Gobierno municipal: PP                    | 1607    | 36,48  | 5     | 1          |     | - Alcalde: Manuel Lavado (PP) - Gobierno municipal: PP               |
|                                                                 | Azuaga 13 concejales                    | - Alcalde: Natividad Fuentes (PP) - Gobierno municipal: PP                | PP      | 2282   | 50,81 | 7          | 1   | - Alcalde: Natividad Fuentes (PP) - Gobierno municipal: PP           |
| PSOE                                                            | Azuaga 13 concejales                    | - Alcalde: Natividad Fuentes (PP) - Gobierno municipal: PP                | 1461    | 32,53  | 5     | 0          |     | - Alcalde: Natividad Fuentes (PP) - Gobierno municipal: PP           |
| C's                                                             | Azuaga 13 concejales                    | - Alcalde: Natividad Fuentes (PP) - Gobierno municipal: PP                | 535     | 11,91  | 1     | 1          |     | - Alcalde: Natividad Fuentes (PP) - Gobierno municipal: PP           |
|                                                                 | Guareña 13 concejales                   | - Alcalde: Rafael Carballo (PSOE) - Gobierno municipal: PSOE              | PSOE    | 2176   | 51,14 | 7          | 1   | - Alcalde: Abel González Ramiro (PSOE) - Gobierno municipal: PSOE    |
| PP                                                              | Guareña 13 concejales                   | - Alcalde: Rafael Carballo (PSOE) - Gobierno municipal: PSOE              | 1392    | 32,71  | 4     | 2          |     | - Alcalde: Abel González Ramiro (PSOE) - Gobierno municipal: PSOE    |
| Ganemos Guareña                                                 | Guareña 13 concejales                   | - Alcalde: Rafael Carballo (PSOE) - Gobierno municipal: PSOE              | 336     | 7,90   | 1     | 0          |     | - Alcalde: Abel González Ramiro (PSOE) - Gobierno municipal: PSOE    |
| Plataforma Ciudadana por Guareña                                | Guareña 13 concejales                   | - Alcalde: Rafael Carballo (PSOE) - Gobierno municipal: PSOE              | 302     | 7,10   | 1     | 1          |     | - Alcalde: Abel González Ramiro (PSOE) - Gobierno municipal: PSOE    |
|                                                                 | Fuente del Maestre 13 concejales        | - Alcalde: Juan Antonio Barrios (PP) - Gobierno municipal: PP             | PP      | 2703   | 62,51 | 9          | 1   | - Alcalde: Juan Antonio Barrios (PP) - Gobierno municipal: PP        |
| PSOE                                                            | Fuente del Maestre 13 concejales        | - Alcalde: Juan Antonio Barrios (PP) - Gobierno municipal: PP             | 1284    | 26,69  | 4     | 1          |     | - Alcalde: Juan Antonio Barrios (PP) - Gobierno municipal: PP        |
|                                                                 | Calamonte 13 concejales                 | - Alcalde: Salvador Álvarez Pérez (PP) - Gobierno municipal: PP           | PSOE    | 1782   | 43,17 | 6          | 0   | - Alcalde: Eugenio Álvarez Gómez (PSOE) - Gobierno municipal: PSOE   |
| PP                                                              | Calamonte 13 concejales                 | - Alcalde: Salvador Álvarez Pérez (PP) - Gobierno municipal: PP           | 1612    | 39,05  | 5     | 1          |     | - Alcalde: Eugenio Álvarez Gómez (PSOE) - Gobierno municipal: PSOE   |
| Ganemos Calamonte                                               | Calamonte 13 concejales                 | - Alcalde: Salvador Álvarez Pérez (PP) - Gobierno municipal: PP           | 397     | 9,62   | 1     | 0          |     | - Alcalde: Eugenio Álvarez Gómez (PSOE) - Gobierno municipal: PSOE   |
| Calamonte avanza                                                | Calamonte 13 concejales                 | - Alcalde: Salvador Álvarez Pérez (PP) - Gobierno municipal: PP           | 273     | 6,61   | 1     | 1          |     | - Alcalde: Eugenio Álvarez Gómez (PSOE) - Gobierno municipal: PSOE   |
|                                                                 | Castuera 13 concejales                  | - Alcalde: Paolo de Atalaya (PP) - Gobierno municipal: PP                 | PSOE    | 1926   | 49,94 | 7          | 1   | - Alcalde: Francisco Martos (PSOE) - Gobierno municipal: PSOE        |
| PP                                                              | Castuera 13 concejales                  | - Alcalde: Paolo de Atalaya (PP) - Gobierno municipal: PP                 | 1042    | 27,02  | 4     | 1          |     | - Alcalde: Francisco Martos (PSOE) - Gobierno municipal: PSOE        |
| Somos Castuera                                                  | Castuera 13 concejales                  | - Alcalde: Paolo de Atalaya (PP) - Gobierno municipal: PP                 | 583     | 15,12  | 2     | 2          |     | - Alcalde: Francisco Martos (PSOE) - Gobierno municipal: PSOE        |
|                                                                 | Puebla de la Calzada 13 concejales      | - Alcalde: Juan Antonio González Gracia (PSOE) - Gobierno municipal: PSOE | PSOE    | 2123   | 58,44 | 8          | 1   | - Alcalde: Juan María Delfa (PSOE) - Gobierno municipal: PSOE        |
| PP                                                              | Puebla de la Calzada 13 concejales      | - Alcalde: Juan Antonio González Gracia (PSOE) - Gobierno municipal: PSOE | 895     | 24,64  | 3     | 3          |     | - Alcalde: Juan María Delfa (PSOE) - Gobierno municipal: PSOE        |
| Ganemos Puebla                                                  | Puebla de la Calzada 13 concejales      | - Alcalde: Juan Antonio González Gracia (PSOE) - Gobierno municipal: PSOE | 564     | 15,52  | 2     | 2          |     | - Alcalde: Juan María Delfa (PSOE) - Gobierno municipal: PSOE        |
|                                                                 | Llerena 13 concejales                   | - Alcalde: Valentín Cortés (PSOE) - Gobierno municipal: PSOE              | PSOE    | 2156   | 62,66 | 9          | 0   | - Alcalde: Valentín Cortés (PSOE) - Gobierno municipal: PSOE         |
| PP                                                              | Llerena 13 concejales                   | - Alcalde: Valentín Cortés (PSOE) - Gobierno municipal: PSOE              | 684     | 19,88  | 2     | 1          |     | - Alcalde: Valentín Cortés (PSOE) - Gobierno municipal: PSOE         |
| Llerena puede                                                   | Llerena 13 concejales                   | - Alcalde: Valentín Cortés (PSOE) - Gobierno municipal: PSOE              | 288     | 8,37   | 1     | 1          |     | - Alcalde: Valentín Cortés (PSOE) - Gobierno municipal: PSOE         |
| IU                                                              | Llerena 13 concejales                   | - Alcalde: Valentín Cortés (PSOE) - Gobierno municipal: PSOE              | 261     | 7,59   | 1     | 0          |     | - Alcalde: Valentín Cortés (PSOE) - Gobierno municipal: PSOE         |
|                                                                 | San Vicente de Alcántara 13 concejales  | - Alcalde: Andrés Hernáiz de Sixte (PSOE) - Gobierno municipal: PSOE      | PSOE    | 1719   | 51,25 | 7          | 0   | - Alcalde: Andrés Hernáiz de Sixte (PSOE) - Gobierno municipal: PSOE |
| PP                                                              | San Vicente de Alcántara 13 concejales  | - Alcalde: Andrés Hernáiz de Sixte (PSOE) - Gobierno municipal: PSOE      | 684     | 20,39  | 3     | 0          |     | - Alcalde: Andrés Hernáiz de Sixte (PSOE) - Gobierno municipal: PSOE |
| Ganemos San Vicente                                             | San Vicente de Alcántara 13 concejales  | - Alcalde: Andrés Hernáiz de Sixte (PSOE) - Gobierno municipal: PSOE      | 671     | 20,01  | 2     | 1          |     | - Alcalde: Andrés Hernáiz de Sixte (PSOE) - Gobierno municipal: PSOE |
| Extremeños                                                      | San Vicente de Alcántara 13 concejales  | - Alcalde: Andrés Hernáiz de Sixte (PSOE) - Gobierno municipal: PSOE      | 242     | 7,22   | 1     | 1          |     | - Alcalde: Andrés Hernáiz de Sixte (PSOE) - Gobierno municipal: PSOE |
|                                                                 | Alburquerque 13 concejales              | - Alcalde: Ángel Vadillo (PSOE) - Gobierno municipal: PSOE                | ORPO    | 2280   | 63,55 | 9          | 9   | - Alcalde: Ángel Vadillo (ORPO) - Gobierno municipal: ORPO           |
| Independientes por Alburquerque                                 | Alburquerque 13 concejales              | - Alcalde: Ángel Vadillo (PSOE) - Gobierno municipal: PSOE                | 935     | 26,06  | 3     | 3          |     | - Alcalde: Ángel Vadillo (ORPO) - Gobierno municipal: ORPO           |
| PP                                                              | Alburquerque 13 concejales              | - Alcalde: Ángel Vadillo (PSOE) - Gobierno municipal: PSOE                | 330     | 9,20   | 1     | 1          |     | - Alcalde: Ángel Vadillo (ORPO) - Gobierno municipal: ORPO           |